# Jacob Miller Campbell

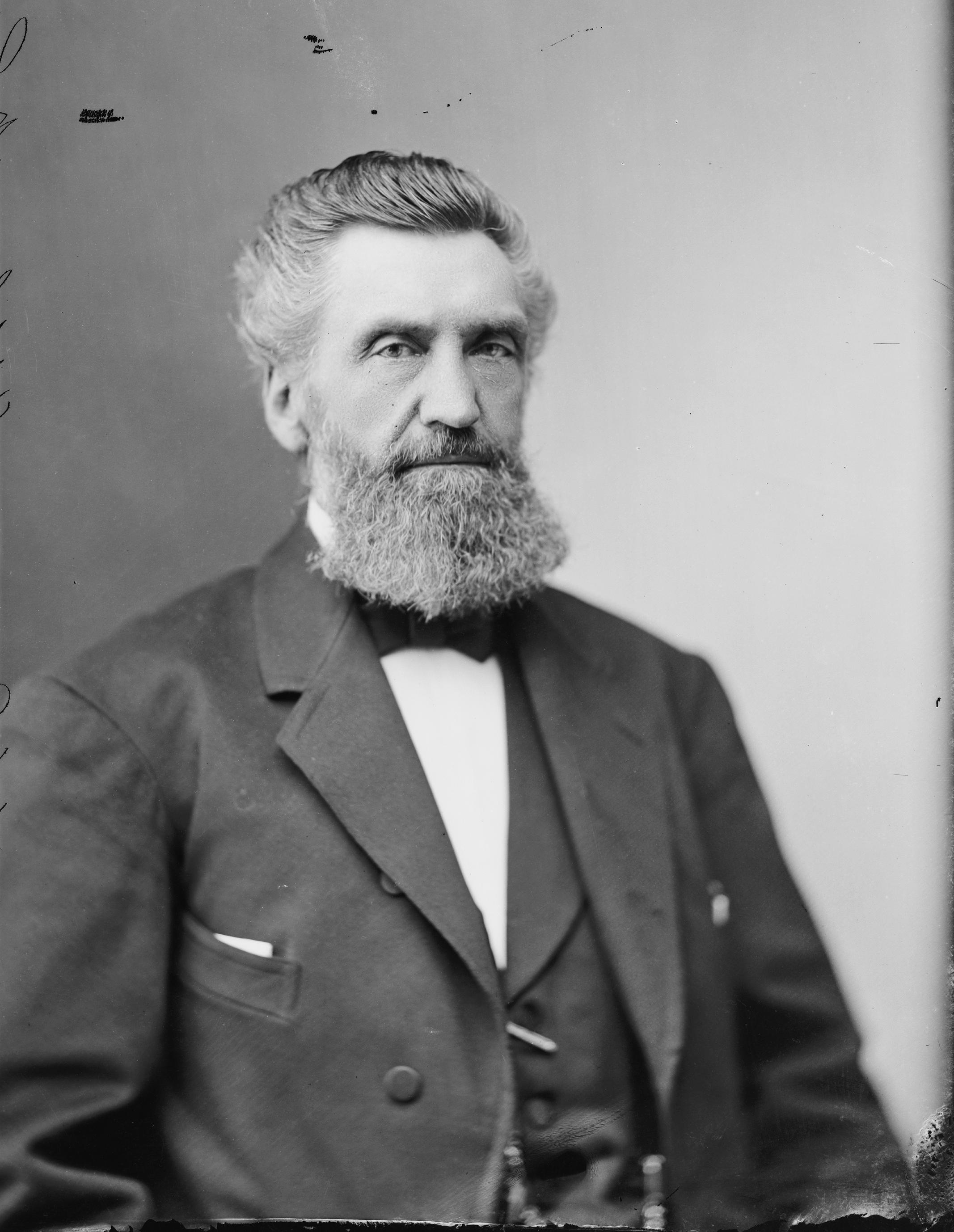
Jacob Miller Campbell

Jacob Miller Campbell (* 20. November 1821 bei Somerset, Pennsylvania; † 27. September 1888 in Johnstown, Pennsylvania) war ein US-amerikanischer Politiker. Zwischen 1877 und 1879 sowie nochmals von 1881 bis 1887 vertrat er den Bundesstaat Pennsylvania im US-Repräsentantenhaus.

## Leben
Im Jahr 1826 zog Jacob Campbell mit seinen Eltern nach Allegheny City, wo er die öffentlichen Schulen besuchte. Danach absolvierte er eine Lehre im Druckerhandwerk. Anschließend arbeitete er für Zeitungen in Pittsburgh und New Orleans. Danach war er bis 1847 auf dem unteren Mississippi im Dampfbootgeschäft tätig. Anfang der 1850er Jahre folgte er dem Goldrausch in Kalifornien. 1853 kehrte er nach Pennsylvania zurück, wo er in Johnstown am Aufbau der Eisenwerke Cambria Iron Works beteiligt war. Bis 1861 arbeitete er für dieses Unternehmen. Politisch schloss er sich der 1854 gegründeten Republikanischen Partei an. Im Juni 1856 nahm er als Delegierter an deren erster Republican National Convention in Philadelphia teil, auf der John C. Frémont als Präsidentschaftskandidat nominiert wurde. Während des Bürgerkrieges diente Campbell im Heer der Union, in dem er bis zum Brevet-Brigadegeneral aufstieg. Nach dem Krieg wurde er zwischen 1865 und 1871 als Leiter der Landvermessung bzw. als Innenminister Mitglied der Staatsregierung von Pennsylvania. Danach war er in verschiedenen Industriebranchen tätig.
Bei den Kongresswahlen des Jahres 1876 wurde Campbell im 17. Wahlbezirk von Pennsylvania in das US-Repräsentantenhaus in Washington, D.C. gewählt, wo er am 4. März 1877 die Nachfolge des Demokraten John Reilly antrat. Da er im Jahr 1878 nicht bestätigt wurde, konnte er bis zum 3. März 1879 zunächst nur eine Legislaturperiode im Kongress absolvieren. Im Jahr 1880 wurde Campbell erneut im 17. Distrikt seines Staates in den Kongress gewählt, wo er am 4. März 1881 Alexander Hamilton Coffroth ablöste, der zwei Jahre zuvor sein Nachfolger geworden war. Nach zwei Wiederwahlen konnte er bis zum 3. März 1887 drei weitere Amtszeiten im US-Repräsentantenhaus verbringen. Von 1881 bis 1883 war er Vorsitzender des Handwerksausschusses. Im Jahr 1886 wurde er nicht wiedergewählt.
Nach dem Ende seiner Zeit im US-Repräsentantenhaus engagierte sich Jacob Campbell im Finanzgeschäft und der Stahlindustrie. Im Jahr 1887 leitete er den regionalen Parteitag der Republikaner in Pennsylvania. Er starb am 27. September 1888 in Johnstown, wo er auch beigesetzt wurde.